# José Fernando de Medinilla
José Fernando de Medinilla (Sevilla, 1682-1757) fue un retablista español. Fue bautizado el 18 de junio de 1682 en la iglesia de San Bernardo. Era hijo natural de José Antonio de Medinilla y Cueva, abogado de la Real Audiencia de Sevilla. Se formó con el también retablista Francisco de Barahona.

## Obra
- Retablo mayor de la iglesia del Convento de Santa Paula (Sevilla).
- Retablos de la iglesia de Nuestra Señora de Gracia (Camas).
- Retablo de la Virgen de Fuentes Claras, en la actualidad dedicado a San Eustaquio, de la iglesia del mismo título de la localidad de Sanlúcar la Mayor.
- Retablo mayor de la iglesia de Santa María de Gracia de la localidad de Gelves.
- Retablo del Santuario de Nuestra Señora de la Cinta en Huelva.
- Se le atribuyen tres retablos ubicados en la iglesia del Buen Suceso (Sevilla).